# Cyril Turovský
Cyril Turovský, bělorusky Кіры́ла Ту́раўскі (1130–1182) byl středověký teolog působící v Kyjevské Rusi, ve městě Turov, na území dnešního Běloruska. Zakladatel církevně slovanské vzdělanosti vůbec. Autor kázání, modliteb a hymnů shromážděných v díle Corpus Cyrillianum. Je uctíván jako světec východní ortodoxní církví, jejímž byl biskupem, ale i katolickou církví.
S velkou pravděpodobností žil v klášteře a měl žít přísným asketickým životem. Často užíval symbolu jara v souvislosti s Ježíšovým vzkříšením, což posilovalo vstřebávání starších, pohanských tradic do křesťanství. Rád též užíval formy dramatického dialogu.
Někteří autoři však zpochybňují jeho historickou existenci a tvrdí, že pod "značku" Cyril Turovský bylo schováno dílo mnoha různých anonymních autorů té doby. Z množství spisů, které mu tradice připisuje, uznávají za pravé jen osm kázání a tři příběhy. Argumentují tím, že nejstarší zdroj, který o něm hovoří, je ze 13. století, tedy z doby více než sto let vzdálené od doby, kdy měl Cyril působit. Podle tohoto zdroje, tzv. Synaxarionu (katalogu ortodoxních svatých) se stal biskupem po roce 1160. Historik Simon Franklin však tvrdí, že je to nepravděpodobné, a že mu biskupský titul byl možná přisouzen až dodatečně, ve snaze vyzdvihnout významného a vlivného autora.